# Physalis rydbergii
Physalis rydbergii är en potatisväxtart som beskrevs av Henry Hurd Rusby. Physalis rydbergii ingår i släktet lyktörter, och familjen potatisväxter. Inga underarter finns listade i Catalogue of Life.